# Almenêches
Almenêches é uma comuna francesa na região administrativa da Normandia, no departamento Orne. Estende-se por uma área de 20 km². Em 2010 a comuna tinha 701 habitantes (densidade: 35,1 hab./km²).